# Grand Prix de Plumelec-Morbihan 2006
La 30e édition du Grand Prix de Plumelec-Morbihan a eu lieu le 27 mai 2006. La course fait partie du calendrier UCI Europe Tour 2006 en catégorie 1.1.

## Classement final
|    | Coureur            | Équipe                |    | Temps           |
| -- | ------------------ | --------------------- | -- | --------------- |
| 1  | Cédric Hervé       | Bretagne-Jean Floc'h  | en | 4 h 11 min 47 s |
| 2  | Anthony Charteau   | Crédit agricole       | +  | 6 s             |
| 3  | Samuel Dumoulin    | AG2R Prévoyance       | +  | 26 s            |
| 4  | Maxime Méderel     | Auber 93              | +  | 40 s            |
| 5  | Christophe Riblon  | AG2R Prévoyance       | +  | 1 min 4 s       |
| 6  | Matthieu Ladagnous | La Française des Jeux |    | m.t.            |
| 7  | Johan Coenen       | Unibet.com            |    | m.t.            |
| 8  | Mickaël Buffaz     | Agritubel             |    | m.t.            |
| 9  | Stéphane Pétilleau | Bretagne-Jean Floc'h  |    | m.t.            |
| 10 | Jonas Ljungblad    | Unibet.com            |    | m.t.            |